# El Nuevo Herald
El Nuevo Herald ist eine spanischsprachige Tageszeitung in den Vereinigten Staaten, die in Miami, Florida erscheint. Es ist das Schwesterblatt des englischsprachigen The Miami Herald. Beide gehören zum Medienkonzern The McClatchy Company. El Nuevo Herald ist nach La Opinión aus Los Angeles die zweitgrößte spanischsprachige Tageszeitung in den USA, wird aber auch in den Ländern Lateinamerikas gelesen und hat dort wegen seiner oft exklusiven Berichterstattung einen starken Einfluss auf politische Diskussionen.

## Geschichte
Im Jahr 1975 begann der Miami Herald erstmals damit, täglich eine Seite auf Spanisch zu publizieren. 1976 entstand daraus eine 16-seitige Beilage unter dem Namen El Herald. Diese Beilage enthielt fast ausschließlich Übersetzungen der englischsprachigen Artikel aus dem Miami Herald. In dieser Zeit konnte El Herald nur gemeinsam mit der englischsprachigen Version gekauft werden, was eine eigenständige Entwicklung des Blattes verhinderte. Vor allem die links-liberale Blattlinie des Miami Herald und damit auch der spanischsprachigen Übersetzung in der Beilage stieß in der exilkubanischen Gemeinde von Südflorida wiederholt auf massiven Widerstand. Der Zeitung wurde von besonders antikommunistischen Exilkubanern teilweise sogar eine Castro-freundliche Linie vorgeworfen.
Im Jahr 1987 wurde die Zeitung unter Robert Suárez de Cardenas um einige Seiten erweitert und nun als El Nuevo Herald dem Mutterblatt beigelegt. Die Blattlinie wurde etwas nach rechts abgeändert, um die Erwartungen der Exilkubaner zu erfüllen. Dennoch wurde sie 1992 vom Vorsitzenden der einflussreichen Cuban American National Foundation, Jorge Mas Canosa, heftig angegriffen und als antikubanisch bezeichnet. Unter der Parole «Yo no creo en el Herald» (deutsch: „Ich glaube dem Herald nicht“) startete er eine Kampagne gegen die Zeitung, die daraufhin im Raum Miami zahlreiche Leser verlor. In dieser Zeit wurden auch Verkaufsstände der Zeitung von Vandalen zerstört. Dennoch blieb El Nuevo Herald die meistgelesene spanischsprachige Zeitung in den USA.
1994 wurde dem kubanischstämmigen Herausgeber der puerto-ricanischen Zeitung El Nuevo Día, Carlos M. Castañeda, der Posten des Chefredakteurs beim Nuevo Herald angeboten. Dieser lehnte jedoch ab, mit der Bemerkung, die Redaktion des Nuevo Herald sei wie die kommunistische Partei Bulgariens («Miren, este periódico es como el Partido Comunista de Bulgaria»). 1995 verließ der bisherige Chefredakteur Álvaro Vargas Llosa wegen eines internen Streits die Zeitung, und der Puerto-Ricaner Alberto Ibargüen wurde zu seinem Nachfolger bestellt. Dieser führte einen neuen Stil ein, mit dem sich die Zeitung dem Boulevard etwas öffnete. In blumigerer Sprache wurde nun teilweise auch Sensationsjournalismus betrieben, was im starken Kontrast zur vorherigen steifen Seriosität des Blattes stand.
Im Jahre 1998 wurde erstmals der separate Verkauf des El Nuevo Herald gestartet. Alberto Ibargüen wechselte in die Chefredaktion des englischsprachigen Miami Herald und diesmal akzeptierte Carlos M. Castañeda, Chefredakteur des nun unabhängigen spanischsprachigen Schwesterblattes zu werden. Er startete das neue Blatt mit der Schlagzeile «¡Bochorno!» (deutsch: „Schande, Peinlichkeit“), mit der er die Behandlung von Balseros, den auf Flößen nach Florida geflüchteten Kubanern, durch die Küstenwache der USA kritisierte. Castañeda begann nun auch der Zeitung eine neue Ausrichtung zu geben. Von einem Lokalblatt für die exilkubanische Gemeinde in Florida sollte sich El Nuevo Herald zu einer führenden Tageszeitung für ganz Lateinamerika und die Karibik entwickeln. Im Juli 1998 erregte die Zeitung internationales Aufsehen, als sie einen angeblichen Zeugenbericht der aus Kuba geflüchteten Ärztin Elizabeth Trujillo Izquierdo veröffentlichte, die behauptete, Fidel Castro leide an einer schweren Krankheit, die auch sein Gehirn beeinträchtige, was sich später als Ente herausstellte. Im Zuge der hoch polarisierenden Elian-Affäre setzte sich die Zeitung in den Jahren 1999 und 2000 massiv für den Verbleib des Sechsjährigen in den USA ein, während das Schwesterblatt Miami Herald neutraler berichtete und die Entscheidung der Gerichte akzeptierte.
Im Jahr 2002 verstarb Castañeda, neuer Chefredakteur wurde Humberto Castelló, ebenfalls ein geborener Kubaner, der zuvor als Journalist bei El Nuevo Día in Puerto Rico und bei der Tageszeitung Uno in Argentinien gearbeitet hatte. Im selben Jahr bekam die Zeitung auch den von der spanischen Tageszeitung El País vergebenen renommierten Ortega y Gasset-Preis für Journalismus als Auszeichnung für die beste spanischsprachige Zeitung des Jahres.
Im Jahr 2006 war die Zeitung in einen Skandal verwickelt, als bekannt wurde, dass einige ihrer Redakteure parallel als bezahlte freie Mitarbeiter für Radio and TV Martí tätig waren, einem US-Regierungssender, der ähnlich wie früher Radio Freies Europa von Miami nach Kuba sendet und von der dortigen Regierung als Propagandasender boykottiert wird. Diese Affäre schadete dem Ruf der Zeitung als unabhängiges Blatt.
Im Jahr 2007 erhielt der Kolumbienkorrespondent der Zeitung, Gonzalo Guillén, anonyme Drohungen, nachdem er kritische Recherchen über Präsident Álvaro Uribe angestellt hatte. Er verließ daraufhin das Land.

## Bedeutung heute
El Nuevo Herald ist mit einer Auflage von 58.573 Stück an Werktagen die zweitgrößte spanischsprachige Tageszeitung in den USA, während die Sonntagsausgabe mit 75.990 Exemplaren sogar an erster Stelle steht. Die im Broadsheet-Format gedruckte Zeitung umfasst täglich etwa 80 Seiten. Etwa 70 % der Käufer sind Abonnenten. Einen großen Teil der Leserschaft erreicht jedoch die Online-Ausgabe der Zeitung außerhalb der USA. Vor allem in den spanischsprachigen Ländern Mittelamerikas und der Karibik gilt El Nuevo Herald als einflussreich und wird von den dortigen Medien häufig zitiert, vor allem in Kuba, Kolumbien und Venezuela. Dagegen wird die derzeit auflagenstärkste spanischsprachige Zeitung der USA, La Opinión aus Los Angeles, im Ausland vor allem in Mexiko rezipiert.
Bekannte Autoren von El Nuevo Herald sind der Kolumnist und Außenpolitikexperte Andrés Oppenheimer, der kolumbianische Aufdeckerjournalist Gerardo Reyes, der Sportjournalist Jorge Ebro, aber auch so skurrile Persönlichkeiten wie der puerto-ricanische Astrologe Walter Mercado, der die Horoskope erstellt.
Die Haltung von Seiten regierungstreuer kubanischer Medien gegenüber El Nuevo Herald schwankt zwischen neutraler Bezugnahme und heftiger Kritik. So wurde seitens Kuba der Zeitung etwa ihre Haltung zu den Miami Five vorgeworfen, oder ihre kritische Position zum venezolanischen Präsident Hugo Chávez. Als die Zeitung im Mai 2006 bezugnehmend auf das Forbes Magazine behauptete, Fidel Castro besitze ein Privatvermögen von 900 Millionen US-Dollar, nannte dieser den Nuevo Herald wörtlich: “El Nuevo Herald, the libelous newspaper of the terrorist mafia in Miami” (deutsch: „die verleumderische Zeitung der Terroristenmafia in Miami“).
2010 war El Nuevo Herald für seine Berichterstattung über das Erdbeben in Haiti die einzige spanischsprachige Zeitung unter den Finalisten des Pulitzer-Preises.